# Plaza de San Francisco (Bratislava)
La plaza de San Francisco (en eslovaco: Námestie sv. Františka) está situada en Karlova Ves, que es una de las divisiones de Bratislava, Eslovaquia. También es una parte del distrito Bratislava IV. La plaza San Francisco fue inaugurada en 2004. Ya en marzo de 2005 tenía problemas. Por lo tanto, fue cerrada por un año más y se terminó y finalmente abrió sus puertas en mayo de 2006. Hay una fuente en el centro del círculo de la plaza, rodeada de césped, arbustos, flores y bancos. Hay árboles sólo cerca de la carretera, ya que bajo la plaza hay un garaje subterráneo. La mitad del círculo está rodeado por edificio polifuncional.